# Clive Russell
Pour les articles homonymes, voir Russell.
Clive Russell est un acteur britannique, né le 7 décembre 1945 dans le Hampshire (Royaume-Uni).

## Biographie
Russell est né dans le North Riding of Yorkshire, en Angleterre, mais a grandi à Fife, en Écosse.
Russell s'est produit pour la première fois devant un public en 1960 dans The Shari Lewis Show, mais ce n'est qu'en 1980 qu'il a eu son premier vrai travail d'acteur - se produisant sur la scène londonienne en tant que surintendant dans la satire du lauréat du prix Nobel Dario Fo, Mort accidentelle d’un anarchiste, sur la corruption policière en Italie. Les critiques étaient bonnes et il a repris ce rôle pour la télévision en 1983.
Après avoir perfectionné ses compétences dans diverses productions télévisées britanniques et une poignée de films, Russell a été exposé à un public international en tant que Caleb Garth dans la célèbre mini-série Middlemarch de la BBC, inspirée du roman de George Eliot du même nom. Un an plus tard, il tombe amoureux au cinéma d'Helena Bonham Carter dans Margaret's Museum, pour lequel il obtient une nomination au prix Génie de la meilleure interprétation par un acteur dans un rôle principal. Après plusieurs rôles à la télévision et un autre film, Russell a joué le père de Ralph Fiennes dans un autre film acclamé par la critique, Oscar et Lucinda. La reconnaissance croissante de ses talents d'acteur lui a ensuite valu des rôles majeurs dans quatre mini-séries télévisées majeures : Great Expectations, Oliver Twist, The Railway Children et Les Brumes d'Avalon.

## Filmographie

### Cinéma
- 1965 : The Naked Brigade (en) de Maury Dexter : Cpl. Reade
- 1991 : The Grass Arena : Mac
- 1992 : Soft Top Hard Shoulder : Clegg
- 1992 : La Puissance de l'ange (The Power of One) : Sgt. Bormann
- 1993 : Seconds Out
- 1993 : The Hawk : Chief Inspector Daybury
- 1995 : Ruffian Hearts
- 1995 : Margaret's Museum : Neil Currie
- 1997 : For My Baby : Miklos Rumbold
- 1997 : Oscar et Lucinda (Oscar and Lucinda) : Theophilus
- 1999 : Bodywork : Billy Hunch
- 1999 : Le 13e Guerrier (The 13th Warrior) : Helfdane the Fat
- 1999 : My Life So Far : Alec, the Tramp
- 2000 : Out of Depth : Tinker
- 2001 : Landmark : Fraser
- 2001 : The Emperor's New Clothes : Sergeant Justin Bommel
- 2001 : Killing Angel (Mr In-Between) : Mr. Michaelmas
- 2002 : Affaires non classées : DS Dennis Betts
- 2002 : Mad Dogs : Thin Man
- 2004 : Les Dames de Cornouailles (Ladies in Lavender.) : Adam Penruddocke
- 2004 : Le Roi Arthur (King Arthur) : Lancelot's Father
- 2004 : Tumshie McFadgen's Bid for Ultimate Bliss : Moon River Thompson
- 2005 : Festival : Brother Mike
- 2006 : The Rocket Post : Angus MacKay
- 2009 : Livre de sang (Book of Blood)
- 2009 : Sherlock Holmes : capitaine Tanner
- 2010 : The Wicker Tree : Beame
- 2010 : Wolfman (film, 2010)Wolfman
- 2011 : ShortFellas : Mac.
- 2012 : The Wicker Tree de Robin Hardy : Beame
- 2012 : Sherlock Holmes 2
- 2013 : Thor : Le Monde des ténèbres (Thor: The Dark World) d'Alan Taylor : Tyr, le frère ainé de Thor
- 2013 : Mary Queen of Scots : Douglas
- 2021 : Le Dernier Duel (The Last Duel) de Ridley Scott : l'oncle du roi

### Télévision
- 1960 : The Shari Lewis Show (série TV)
- 1982 : Boys from the Blackstuff (feuilleton TV) : Policeman
- 1983 : The Accidental Death of an Anarchist (TV) : Superintendant
- 1986 : The Alamut Ambush (TV)
- 1989 : Tumbledown (TV) : Terry Knapp
- 1990 : Les Nouvelles Aventures de Zorro (série TV) : Capitaine Henry Stark
- 1991 : Hancock (TV) : Alan Simpson
- 1991 : Screen Two (en) (saison 7, épisode 9 : Do Not Disturb) (TV) : Chris Anderson
- 1991 : Advocates I (TV) : Chief Inspector Ross
- 1991 : Jute City (TV)
- 1992 : Tell Tale Hearts (feuilleton TV) : Adrian Fell
- 1993 : The Vision Thing (TV) : Travis
- 1994 : Jolly a Man for All Seasons (TV) : Prisoner
- 1994 : Middlemarch (feuilleton TV) : Caleb Garth
- 1994 : Roughnecks (série TV) : Archie
- 1994 : Finney (série TV) : Tucker
- 1994 : Le Crépuscule des aigles (Fatherland) (TV) : Krebs
- 1995 : Atletico Partick (série TV) : Bonner
- 1995 : The Peter Principle (série TV) : Kevin Mott
- 1996 : Flowers of the Forest (TV) : Gordon Weir
- 1996 : Crossing the Floor (TV) : Mick Boyd
- 1996 : Testament: The Bible in Animation (série TV) (voix)
- 1996 : Lord of Misrule (TV) : Arthur
- 1996 : Neverwhere (feuilleton TV) : Mr. Vandemaar
- 1998 : Heartburn Hotel (série TV) : Duggie Strachen
- 1999 : Great Expectations (TV) : Joe Gargery
- 1999 : Oliver Twist (feuilleton TV) : Scottish Lawyer
- 2000 : Les Enfants du chemin de fer (The Railway Children) (TV) : Station Master
- 2000 : Hearts and Bones (série TV) : Mark Dolby
- 2001 : Happiness (série TV) : Angus O'Connor
- 2001 : Les Brumes d'Avalon (The Mists of Avalon) (TV) : Gorlois
- 2002 : Rockface (série TV) : Gordon Urquhart
- 2002 : Being April (série TV) : Callum
- 2003 : The Mayor of Casterbridge (TV) : Newson
- 2005 : According to Bex (série TV) : Jack Atwell
- 2005 : Faith (TV) : Gordon
- 2005 : Heartless (TV) : Ricky
- 2013 : Le Trône de fer (TV) : Brynden « Blackfish » Tully
- 2014: Les Enquêtes de Vera Saison 4 épisode 3 : Barnes
- 2016 : Outlander (TV) : Lord Lovat
- 2017 : Rellik dans le rôle de Henry Parides
- 2018 : The Terror : Sir John Ross
- 2019 : Catherine the Great (série TV) : Le Fou